# نهر موغامي
نهر موغامي (باليابانية: 最上川) هو نهر طبيعي موجود في محافظة ياماغاتا اليابانية.

## الجغرافيا
يبلغ طول نهر موغامي 224 كم، وتبلغ مساحة المستجمع المائي له 7,040 كم². ويُعد من أسرع ثلاثة أنهار تدفقًا (برفقة كوما وفوجي).
ينبع النهر من جنوب محافظة ياماغاتا، ويتدفق شمالًا ثم غربًا إلى مدينة شينجو، ثم يتدفق إلى بحر اليابان في مدينة ساكاتا بالتحديد. وقد ازدهرت التجارة عبر النهر في الماضي، وحملت عبره المنتجات المحلية مثل العصفر والأرز إلى منطقة كانساي.

## موغامي في الثقافة اليابانية
يُعد نهر موغامي أحد أصناف البلاغة (أوتاماكورا) في الشعر الياباني. حيث دمج الشاعر المؤثر في القرن 17 ماتسوو باشو النهر في العديد من مؤلفاته الشعريّة من الهوكو أثناء رحلاته بجانبه. واستخرجت هذه الأبيات من الهوكو من مذكراته، ومنها هذه القصيدة المشهورة (باليابانية: 五月雨をあつめて早し最上川)، والتي تعني طريقة تجميع النهر لمياه الأمطار في شهر مايو.
نهر موغامي هو أيضًا اسم النشيد الوطني الذي كتبه الإمبراطور هيروهيتو لمحافظة ياماغاتا. كما أن البحرية الإمبراطورية اليابانية كانت تمتلك طرادين يحملان اسم موغامي.

## معرض الصور

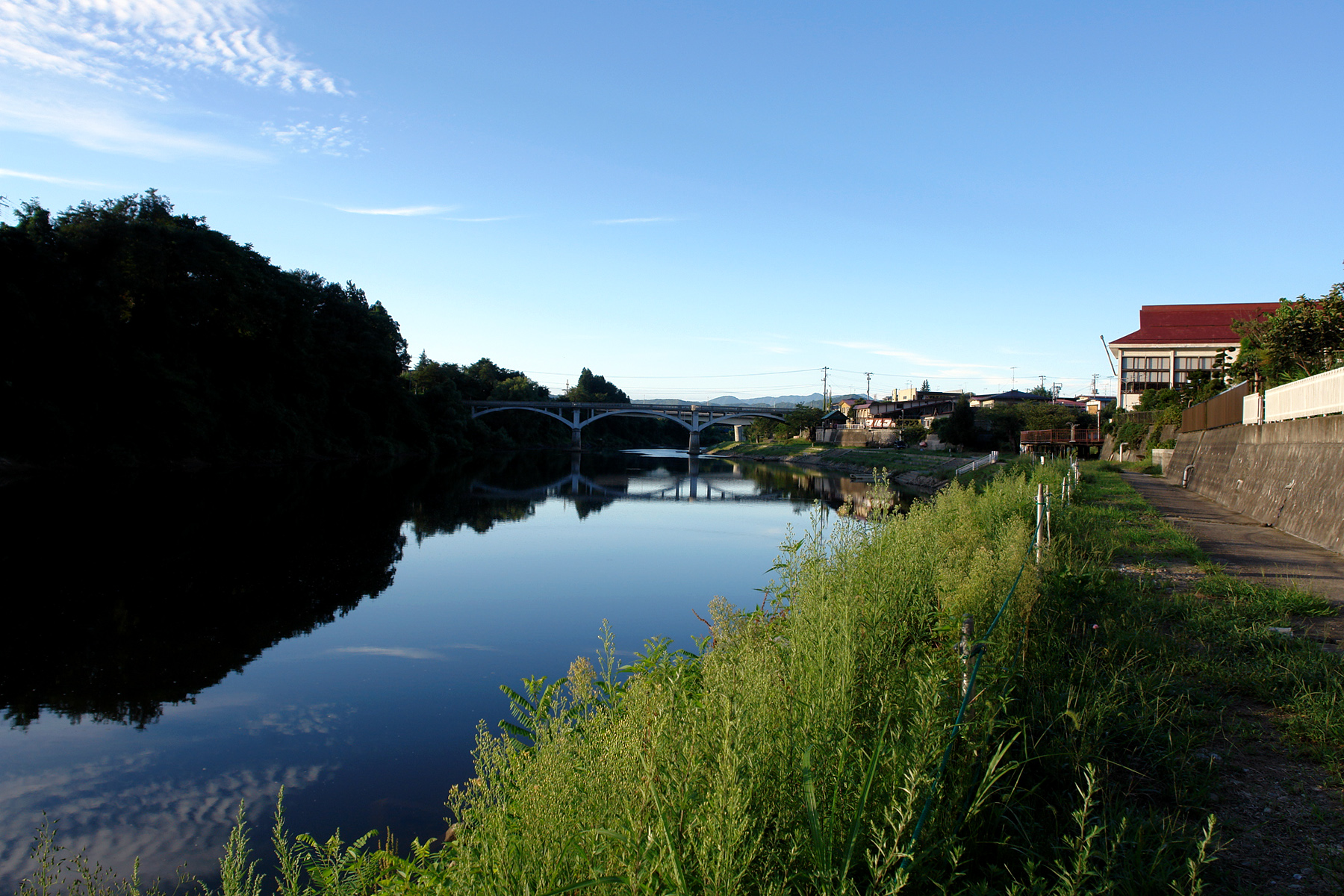
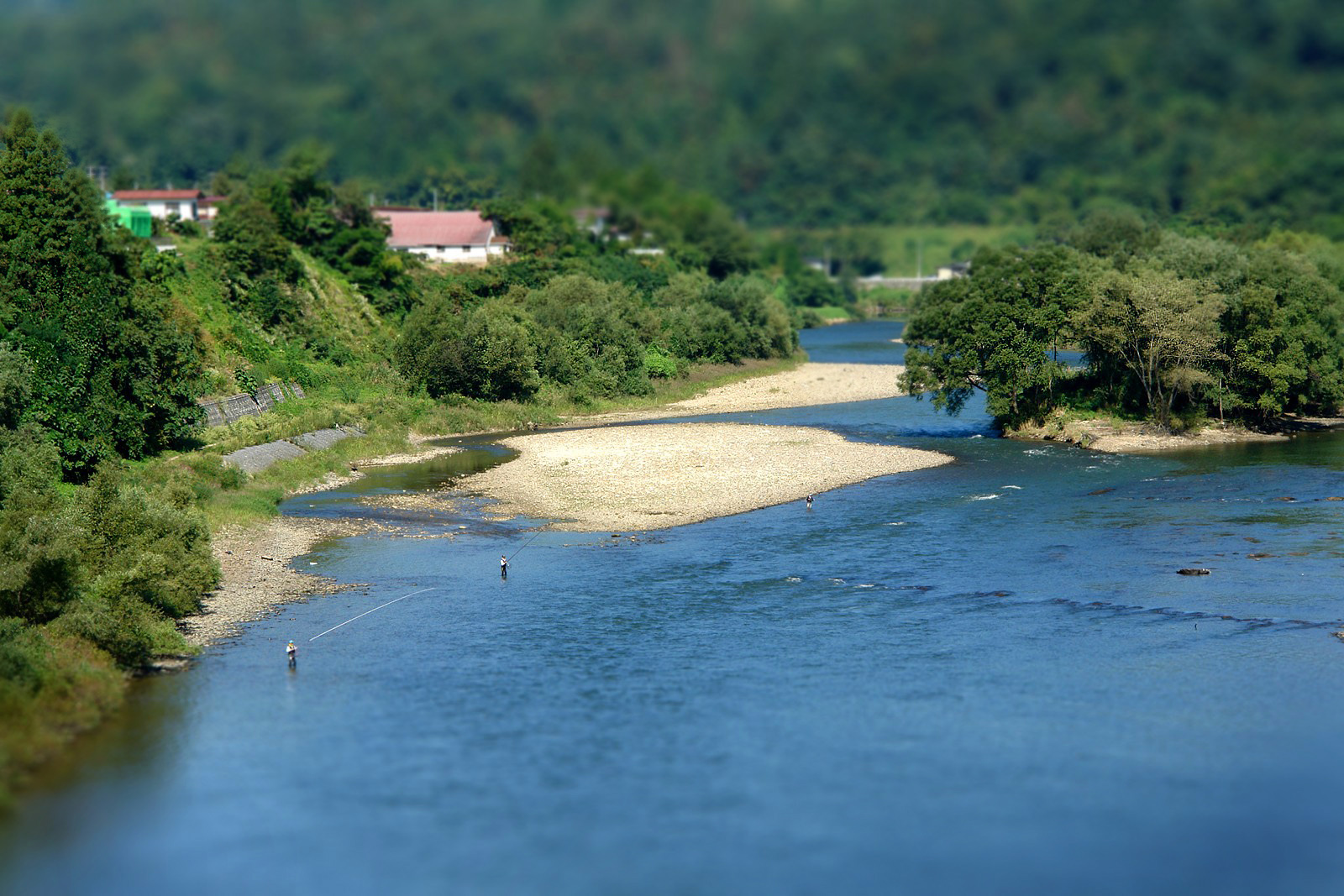
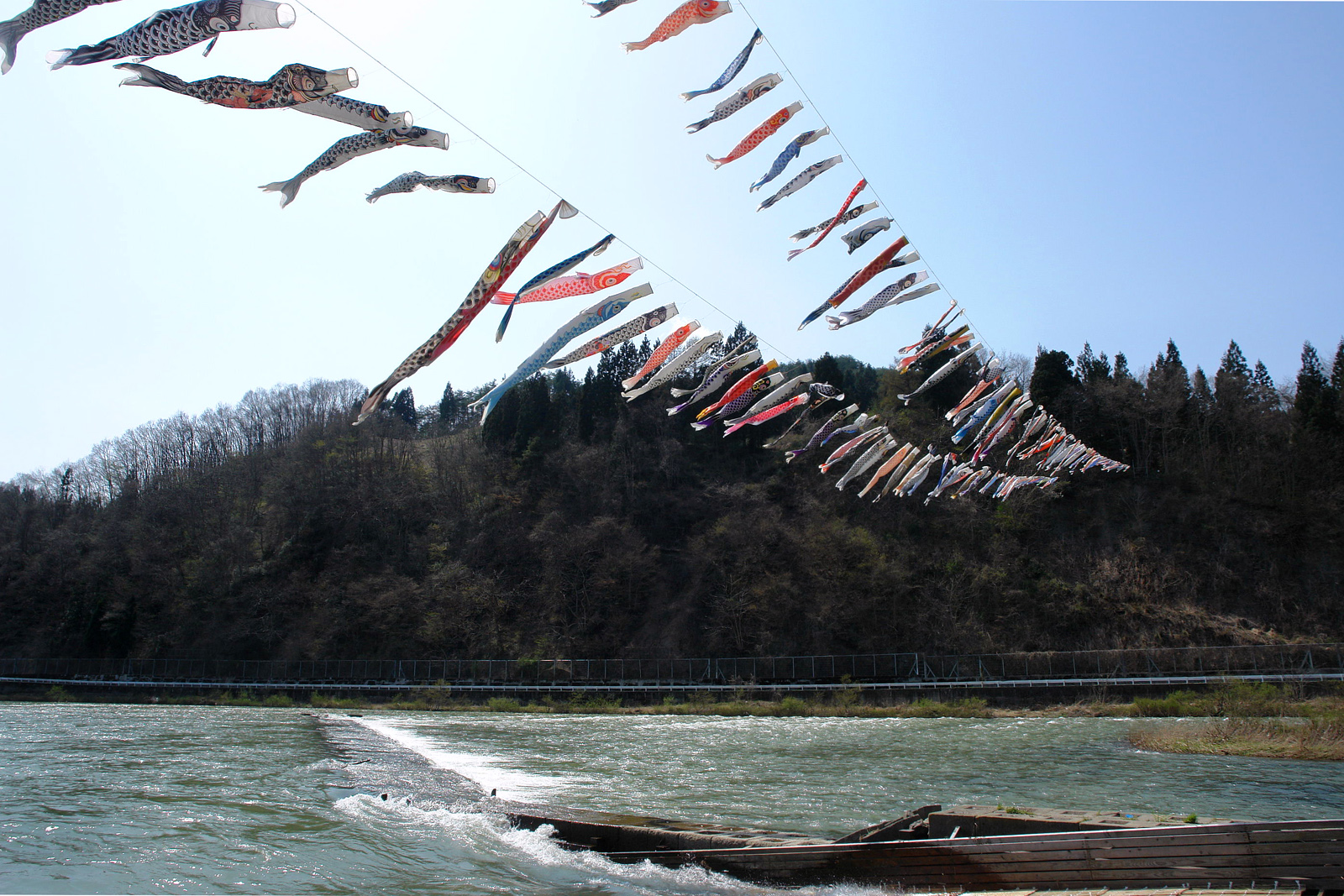
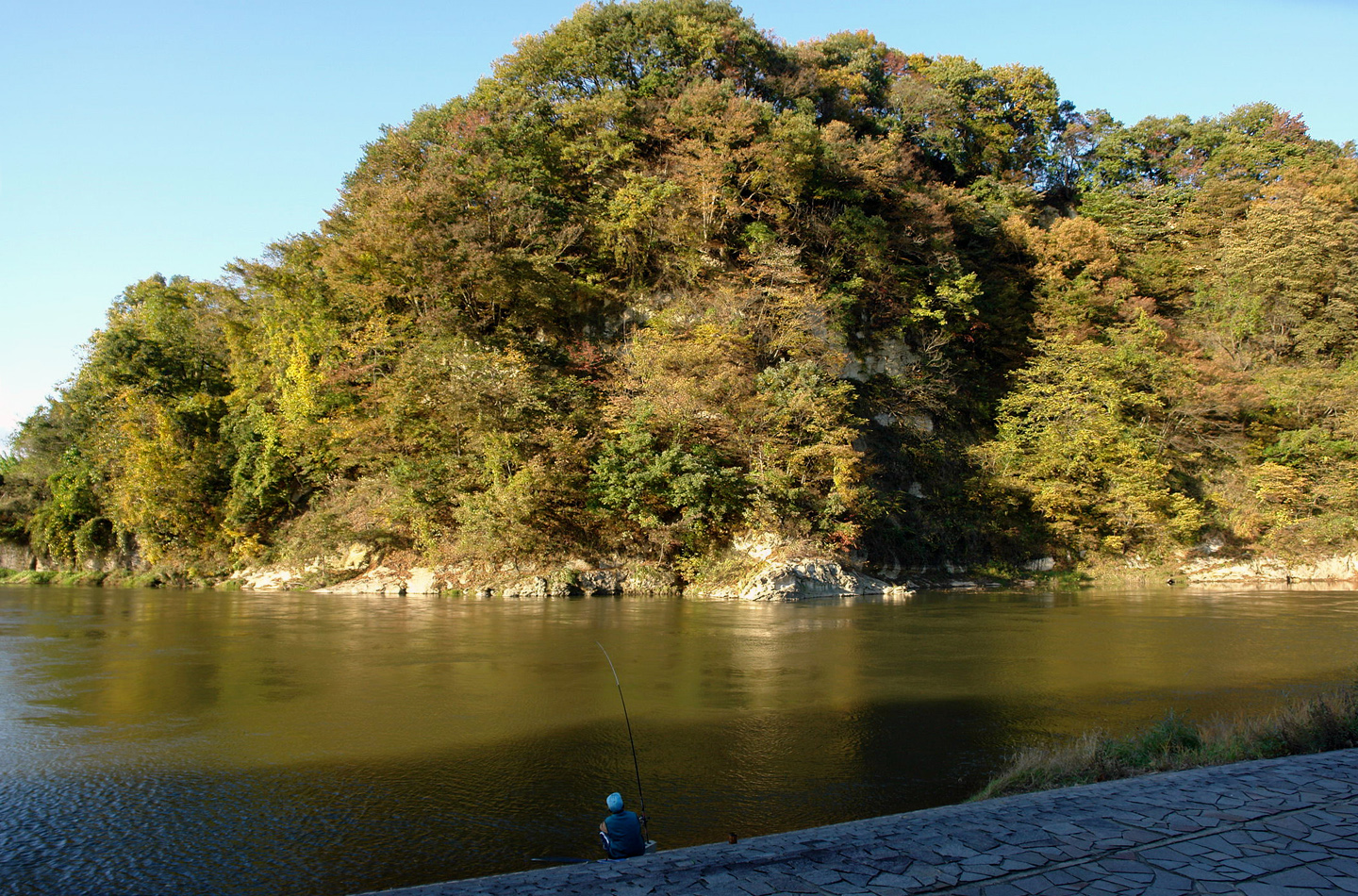
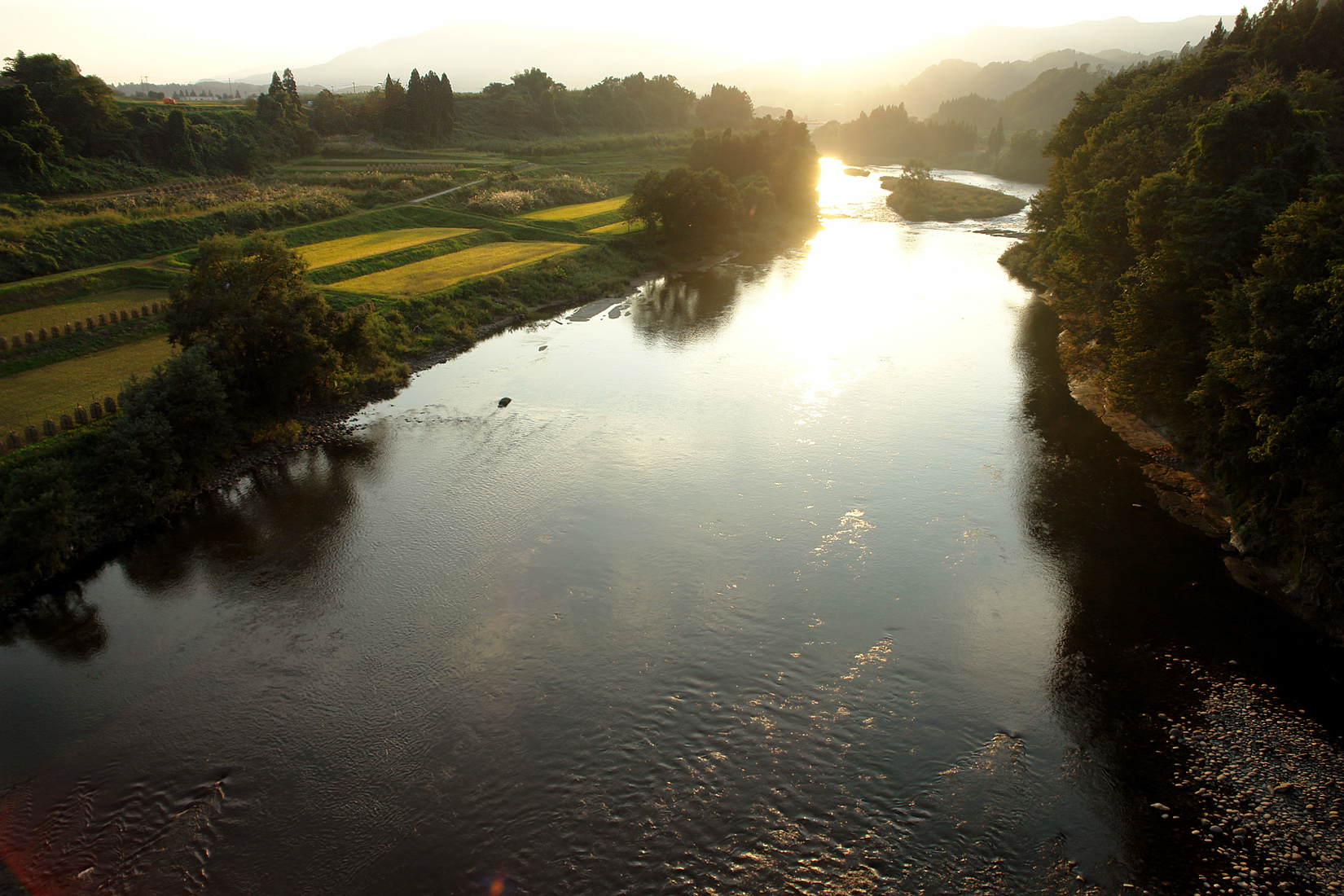
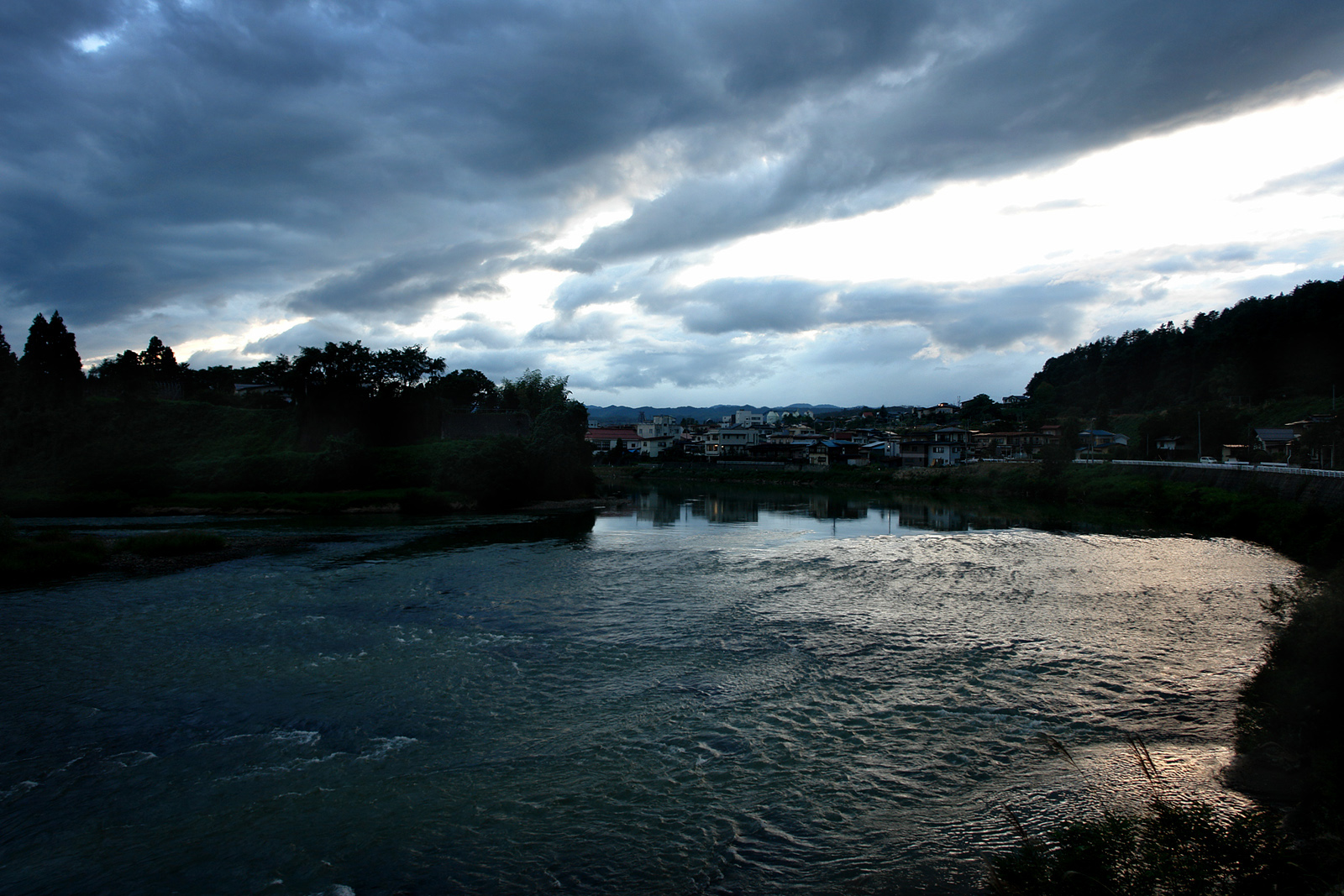